# Kormos sarlósfecske
A kormos sarlósfecske (Cypseloides senex) a madarak osztályának a sarlósfecske-alakúak (Apodiformes) rendjébe és a sarlósfecskefélék (Apodidae) családjába tartozó faj.

## Rendszerezése
A fajt Coenraad Jacob Temminck holland zoológus írta le 1826-ban, a Cypselus nembe Cypselus senex néven.

## Előfordulása
Dél-Amerikában, Argentína, Bolívia, Brazília és Paraguay területén honos. A természetes élőhelye szubtrópusi és trópusi esőerdők és mérsékelt övi erdők. Vonuló faj.

## Megjelenése
Testhossza 18 centiméter, testtömege 60–98 gramm.
|  |

## Természetvédelmi helyzete
Az elterjedési területe rendkívül nagy, egyedszáma pedig stabil. A Természetvédelmi Világszövetség Vörös listáján nem fenyegetett fajként szerepel.

## Külső hivatkozások
- Képek az interneten a fajról
- Internet Bird Collection - videók a fajról
- Xeno-canto.org - a faj hangja és elterjedési területe